# Ikervári szélerőmű

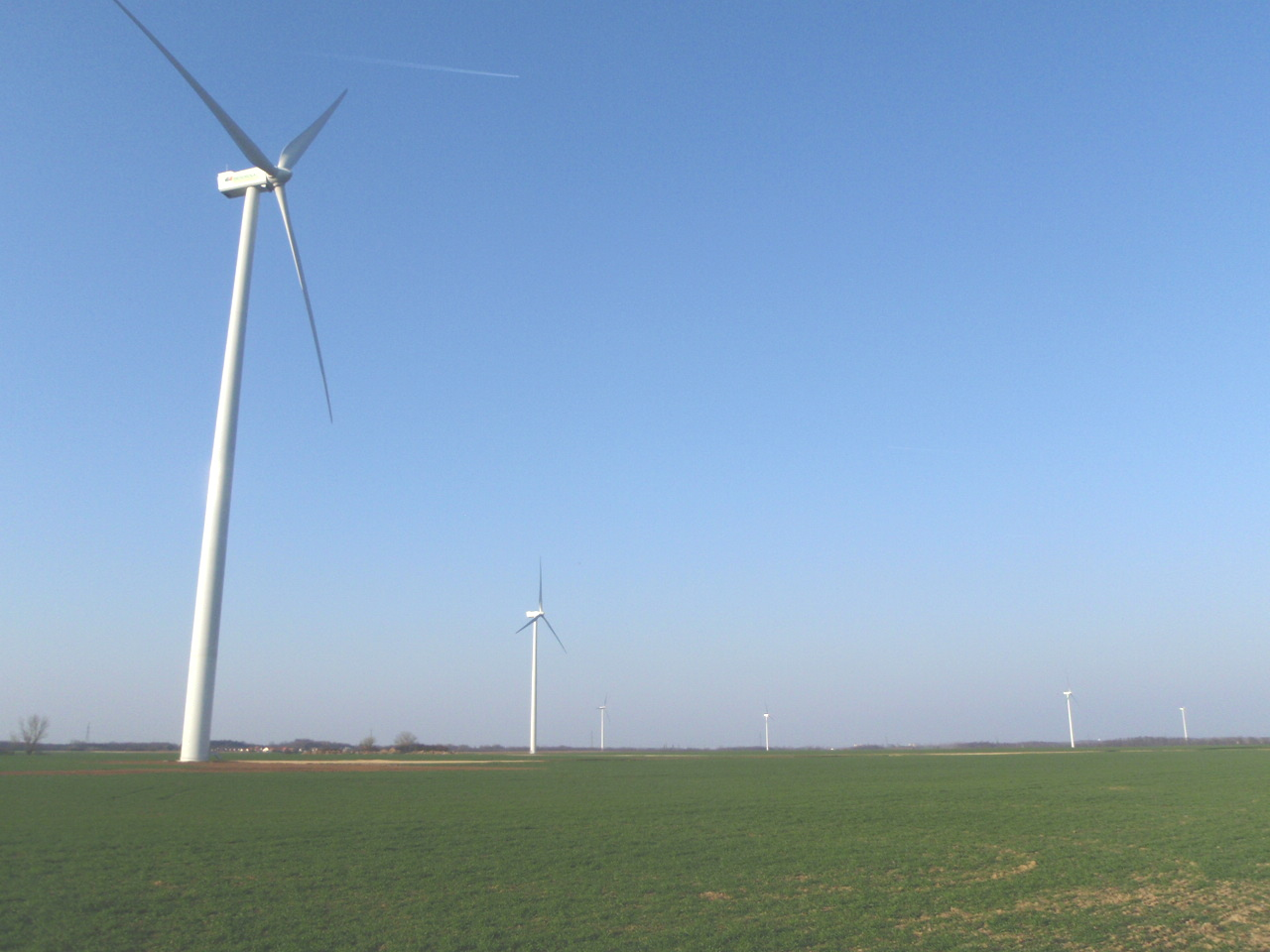
Az ikervári szélerőművek

Az ikervári szélerőmű egy 2011-ben, az Iberdrola Renovables SA. által épített szélerőműpark. Magyarország legkésőbb megépített, de a második legtöbb áramot (34 MW) előállító  szélerőműve. Magas energiatermelése a megfelelő földrajzi elhelyezkedésnek köszönhető, a községhez érkező szél sebessége körülbelül 4,4 m/s, ami országos szinten is kiemelkedő. A szélparkban 18 szélturbina termel elektromos áramot, ezek közül tizennégy közvetlenül Ikervár, 2-2 pedig Csénye és Megyehíd határában van. Eredetileg 24 szélturbina felállítását tervezték, maximálisan 40 MW teljesítménnyel, de a kvóták elosztásakor a projekt csupán 24 MW-ra kapott lehetőséget. Egy-egy szélturbina 2 MW elektromos áramot állít elő. Az összes szélturbina 2012-ben kezdett működni. Ikerváron nem kizárólag a szél fő energiatermelő. Itt található az Ikervári vízerőmű is.
A 2 MW-os Gamesa G90 típusú turbinák 100 méter magasak, lapátjaik 44 méter hosszúak, egyenként 361 tonna tömegűek.
Az egyes erőműegységek többnyire az Ikervár-Megyehíd közti 8443-as, vagy a Rábahídvég-Sárvár közti 8701-es útról érhetők el.